# Batty
Batty este un joc clonă Breakout tip paletă și minge, apărut în 1987, publicat de Elite special pentru platformele ZX Spectrum, Commodore 64 și Amstrad CPC. Jocul a apărut inițial în 1987 ca parte a unei compilații și abia apoi singur pe casetă într-un număr din octombrie 1987 al revistei Your Sinclair.
Jocul este asemănător cu mai cunoscutul Arkanoid sau alte jocuri de acest gen. Scopul este să distrugi de-a lungul celor 15 nivele cărămizi lovindu-le cu o minge, care este controlată de jucător cu o paletă în partea inferioară a ecranului. Procesul este îngreunat de diferiți "Aliens" în formă de OZN sau păsări care se plimbă prin ecran, aruncând bombe sau deviind mingea. Aceștia pot fi distruși fie lovindu-i cu mingea fie atingându-i cu paleta când coboară în partea de jos a ecranului. 
Unele cărămizi când sunt lovite eliberează diferite abilități care pot fi colectate de jucător cu paleta.
Aceste abilități includ:
- mâna - care face ca mingea să rămână lipită de paletă până când jucătorul o eliberează din nou
- "Kill All Aliens" - care oprește toți alienii să mai apară până când o nouă abilitate este colectată
- extra life - o viață în plus
- 5000 puncte
- Long bat - care mărește paleta făcând mai ușoară lovirea mingii
- Triple-ball - care împarte mingea în trei mingii
- Warp - te ajută să treci în următorul nivel chiar dacă mai sunt cărămizi nelovite
- Laser - care permite jucătorului să împuște cărămizile cu un laser montat pe paletă
- Slow - care încetinește viteza mingii, aceasta crescând pe măsură ce jucătorul o lovește cu paleta

Jocul permite trei modalități de joc: la simplu, dublu (fiecare jucător joacă pe rând) și dublu simultan, adică fiecare jucător are jumătate din ecran, trebuind să-și apere zona.